# Formicarius moniliger
A Formicarius moniliger a madarak osztályának verébalakúak (Passeriformes) rendjébe és a  földihangyászfélék (Formicariidae) családjába tartozó faj.

## Rendszerezése
A fajt Philip Lutley Sclater angol ügyvéd és zoológus írta le 1857-ben.

## Alfajai
- Formicarius moniliger intermedius Ridgway, 1908
- Formicarius moniliger moniliger P. L. Sclater, 1857
- Formicarius moniliger pallidus Lawrence, 1882[2]

## Előfordulása
Mexikó, Belize, Guatemala és Honduras területén honos. Természetes élőhelyei a szubtrópusi vagy trópusi mocsári erdők, síkvidéki és hegyi esőerdők. Állandó, nem vonuló faj.

## Megjelenése
Testhossza 17 centiméter.

## Természetvédelmi helyzete
Az elterjedési területe nagyon nagy, egyedszáma ugyan csökken, de még nem éri el a kritikus szintet. A Természetvédelmi Világszövetség Vörös listáján nem fenyegetett fajként szerepel.